# Еріх Детлеффсен
Еріх Детлеффсен (нім. Erich Dethleffsen; 2 серпня 1904, Кіль — 4 липня 1980, Мюнхен) — німецький офіцер, генерал-майор вермахту. Кавалер Лицарського хреста Залізного хреста.

## Біографія
1 листопада 1923 року вступив у рейхсвер. З 1 квітня 1939 року — начальник штабу коменданта фортеці Глогау. З 26 серпня 1939 року — 1-й офіцер Генштабу 35-го вищого командування. 15 грудня 1939 року переведений в Генштаб сухопутних військ. З 15 січня 1942 року — 1-й офіцер Генштабу щойно сформованої 330-ї піхотної дивізії. 4 лютого 1942 року залишив пост через травму і відправлений в резерв фюрера. З 1 серпня 1942 року — інструктор з тактики. З 1 червня 1943 року — начальник Генштабу 39-го танкового корпусу, з 5 травня 1944 по 15 лютого 1945 року — 4-ї армії. З 23 березня 1945 року — начальник управлінської групи Генштабу сухопутних військ. З 29 квітня — начальник Генштабу групи армій «Вісла». З 4 травня — в командному штабі ОКВ. 23 травня взятий в полон американськими військами. В 1948 році звільнений.
Після звільнення став виконавчим директором «Економічно-політичного товариства 1947», яке поширювало в Німеччині прозахідні настрої. З 1949 року — активний «спеціальний зв'язковий» організації Гелена. В 1950-х роках зіграв важливу роль в дебатах щодо переозброєння Німеччини. В 1956 році вступив у БНД, працював принаймні до 1968 року.

## Сім'я
Був одружений з Гаррієт, дочкою генерал-полковника Ніколауса фон Фалькенгорста.

## Звання
- Фанен-юнкер (1 листопада 1923)
- Фанен-юнкер-єфрейтор (1 серпня 1925)
- Фанен-юнкер-унтерофіцер (1 листопада 1925)
- Фенріх (1 жовтня 1926)
- Обер-фенріх (1 вересня 1927)
- Лейтенант (1 грудня 1927)
- Оберлейтенант (1 січня 1931)
- Гауптман (1 травня 1935)
- Майор Генштабу (1 жовтня 1940)
- Оберстлейтенант Генштабу (1 квітня 1942)
- Оберст Генштабу (1 березня 1943)
- Генерал-майор (9 листопада 1944)

## Auszeichnungen (Auszug)
- Медаль «За вислугу років у Вермахті» 4-го і 3-го класу (12 років)
- Залізний хрест
  - 2-го класу (1 жовтня 1939)
  - 1-го класу (14 серпня 1941)
- Нагрудний знак «За поранення» в чорному (10 лютого 1942)
- Німецький хрест в золоті (1 травня 1942)
- Медаль «За зимову кампанію на Сході 1941/42» (1 вересня 1942)
- Лицарський хрест Залізного хреста (23 грудня 1943)